# 杨梅喜
杨梅喜（1969年—），河南濮阳人，汉族，中华人民共和国政治人物、第十一届全国人民代表大会山西地区代表。
毕业于山西省委党校经济管理专业。加入中共，担任山西省大同市公安局常务副局长。2008年起担任全国人大代表。